# Parco Chitgar
Il parco Chitgar (in persiano پارک چیتگر‎) è un parco pubblico situato nella parte occidentale di Teheran, in Iran. Si trova a sud del lago Chitgar. Copre una superficie di circa 14,5 chilometri quadrati e comprende rampe e strutture per il ciclismo e il pattinaggio.